# Stasimopus schreineri
Espèce
Stasimopus schreineri est une espèce d'araignées mygalomorphes de la famille des Stasimopidae.

## Distribution
Cette espèce est endémique d'Afrique du Sud. Elle se rencontre au Cap-du-Nord vers Hanover et au Cap-Oriental vers Port Elizabeth et Somerset East.

## Description
La femelle syntype mesure 36 mm et le mâle syntype 12 mm.

## Étymologie
Cette espèce est nommée en l'honneur de Samuel Cron Cronwright Schreiner.

## Publication originale
- Purcell, 1903 : New Arachnida collected by Mr. S. C. Cronwright Schreiner at Hanover, Cape Colony. Annals of the South African Museum, vol. 3, p. 13-40 (texte intégral).